# Salão Mackenzie de Humor e Quadrinhos

Cartaz do 1º Salão Mackenzie de Humor e Quadrinhos

Salão Mackenzie de Humor e Quadrinhos foi o primeiro salão de humor (festival de humor gráfico e quadrinhos) realizado no Brasil, em 1973.
O evento foi idealizado por Fernando Antonio Bastos Coelho e contou com apoio de artistas como Zélio Alves Pinto e os responsáveis pelo jornal O Pasquim. Embora o nome do salão o fosse organizado pela Universidade Mackenzie, o evento foi realizado no Museu Lasar Segall, em São Paulo, em outubro de 1973 (e no Museu de Arte Moderna, no Rio de Janeiro, em dezembro do mesmo ano).
Após a primeira edição do Salão, jornalistas de Piracicaba se uniram a Zélio e os Pasquim para darem início ao Salão Internacional de Humor de Piracicaba, atualmente o mais tradicional do país. Uma segunda edição do Salão Mackenzie de Humor e Quadrinhos foi realizada em 1979, no Paço das Artes.
Em 2007, foi lançado um DVD contando a história do Salão. Em 2016, foi a vez da publicação do livro 1973, Quando Tudo Começou! - História do 1º Salão Brasileiro de Humor e Quadrinhos, que apresentou em detalhes a criação e realização do evento.
Em 2023, o Salão Mackenzie de Humor e Quadrinhos recebeu o 35º Troféu HQ Mix na categoria de homenagem especial por seu aniversário de 50 anos.